# 669
Cette page concerne l'année 669  du calendrier julien. Pour l'année 669 av. J.-C., voir 669 av. J.-C.
L'année 669 est une année commune qui commence un lundi.

## Événements
- 27 mai : arrivée en Angleterre de Théodore de Tarse qui prend possession de son poste d'archevêque de Cantorbéry (fin de l'épiscopat en 690)[1].
- Printemps : attaque de Constantinople par la flotte arabe[2].

- Répression d'une révolte des troupes byzantine du thème des Anatoliques (Asie mineure) à Chrysopolis. Les soldats réclament le partage du pouvoir entre l'empereur Constantin IV et ses deux frères. Les meneurs sont pendus à Galata, et les révoltés se dispersent[3].

- Oqba ibn Nafi lance le djihad contre l’Afrique byzantine[4]. De nombreux habitants acceptent de se convertir, mais les Arabes partis, retournent à leur première religion.
- Raid musulman de pillage en Sicile byzantine[5].
- Fondation du temple Kōfuku-ji à Kyôto (Japon) par Kagami no Ōkimi[6].

## Naissances en 669
- Justinien II Rhinotmète, empereur byzantin.

## Décès en 669
- Li Shiji, général chinois.
- Hasan, fils de `Ali[7].
- Remacle, évangélisateur, en Aquitaine[8].